# Aylax papaveris
Aylax papaveris är en stekelart som först beskrevs av Jean Pierre Omer Anne Édouard Perris 1840.  Aylax papaveris ingår i släktet Aylax och familjen gallsteklar. Arten är reproducerande i Sverige. Inga underarter finns listade.